# Carl von Hügel

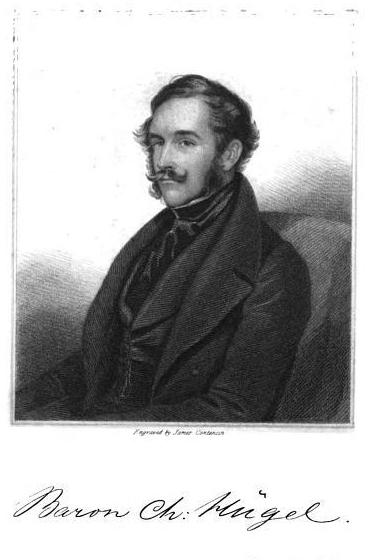
Carl von Hügel.

Carl Alexander Anselm von Hügel, född den 25 april 1795 i Regensburg, död den 2 juni 1870 i Bryssel, var en österrikisk friherre, diplomat och upptäcktsresande, far till teologen Friedrich von Hügel.
von Hügel var 1821–24 österrikisk attaché i Neapel, gjorde från 1830 resor i Grekland, Syrien och Ostindien samt 1833 i Australien och på Nya Zeeland, gick därefter  över Himalaya genom Kashmir till Tibet och därifrån till Pandjab samt återvände 1837 över Kap till Wien. Han hemförde från sina resor en mängd exotiska växter och var en mycket framstående trädgårdsodlare. Han var sändebud 1849–59 i Florens och 1860–67 i Bryssel. Hans huvudarbete är Kaschmir und das Reich der Sikhs (4 band, 1840–48). Ett monument över von Hügel har rests i Hietzing vid Wien.